# پیپا ایوانز
پیپا ایوانز (متولد ۱۹۸۲) یک کمدین انگلیسی است. او در دانشگاه بیرمنگام در رشتهٔ درام و هنرهای نمایشی تحصیل کرده‌است. او به‌طور منظم در تلویزیون بی‌بی‌سی دو در نمایش سریع و شل که در ژانویه ۲۰۱۱ پخش می‌شد حضور داشت.